# Chico Che

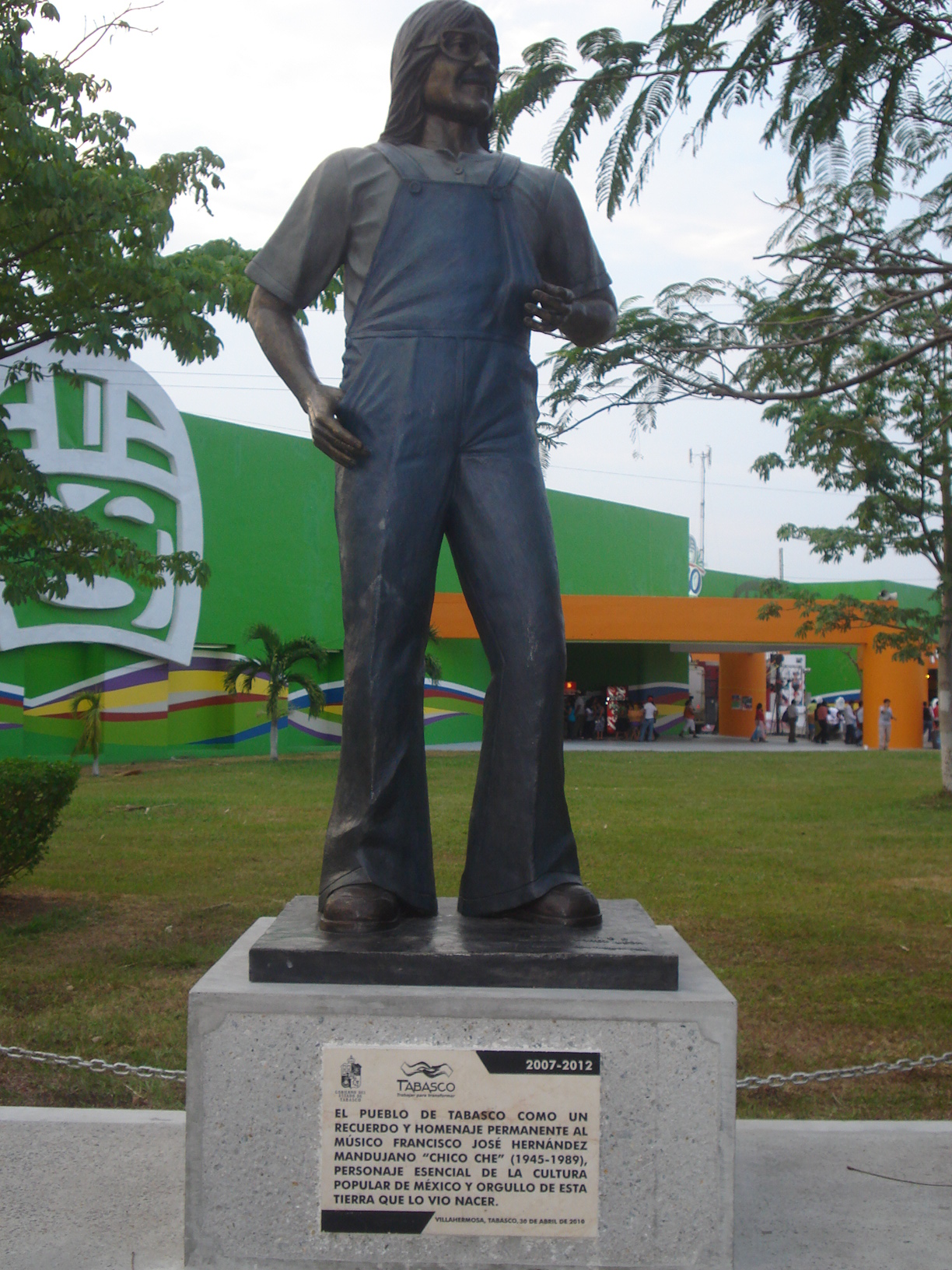
Chico Che

Chico Che (* 7. Dezember 1940 in Teapa, Tabasco; † 29. März 1989 in Mexiko-Stadt) war der Künstlername des mexikanischen Sängers und Songschreibers Francisco José Hernández Mandujano. 

## Biografie
Chico Che wurde in der Stadt Teapa im mexikanischen Staat Tabasco geboren. Er war der jüngste ("el chico") von drei Brüdern.
Chico Che gründete mehrere Musikgruppen, die bekannteste davon unter dem Namen La Crisis. In den 1970er Jahren und 1980er Jahren war er der populärste Musiker Tabascos und auch durch seine typische Bühnenerscheinung im Arbeitsoverall und mit Brille landesweit bekannt. Noch heute wird Chico Ches Musik in Mexiko, vor allem aber im Staat Tabasco, viel gehört.

## Diskografie
Zu den bekannteren Songs Chico Ches gehören beispielsweise "Quen pompó" und "De Quen Chon".
| Personendaten    | Personendaten                       |
| ---------------- | ----------------------------------- |
| NAME             | Chico Che                           |
| ALTERNATIVNAMEN  | Hernández Mandujano, Francisco José |
| KURZBESCHREIBUNG | mexikanischer Sänger                |
| GEBURTSDATUM     | 7. Dezember 1940                    |
| GEBURTSORT       | Teapa, Tabasco                      |
| STERBEDATUM      | 29. März 1989                       |
| STERBEORT        | Mexiko-Stadt                        |